# La Flèche
La Flèche er en hønserace, der stammer fra Frankrig.
Hanen vejer 3-3,5 kg og hønen vejer 2,5-3 kg. De lægger svagt rosahvide æg à 65-72 gram. Racen findes også i dværgform. Racen er især kendt for sit gode kød og dens usædvanlige V-formede kam.

## Farvevariationer
- Hvid
- Sort